# Франс Ееміль Сіланпяя
Франс Ееміль Сілланпяя (фін. Frans Eemil Sillanpää; 16 вересня 1888 — 3 червня 1964) — видатний фінський письменник.
У 1939 році він був удостоєний нобелівської премії з літератури «за його глибоке розуміння селян своєї країни й вишукане мистецтво, з яким він зображував їх спосіб життя та їхній зв'язок із природою».
Франс Ееміль Сілланпяя народився в селянській родині в Гямеенкюре. Хоча його батьки були бідні, їм вдалося відправити його до школи в Тампере. У 1908 році він переїхав до Гельсінкі, щоб вивчати медицину. Між його знайомих були художник Ееро Ярнефельт, композитор Ян Сібеліус, письменник Югані Аго і художник Пекка Галонен.
У 1913-му Сілланпяя переїхав з Гельсінкі до свого рідного села й присвятив себе писанню. У 1916 році він одружився з Сіґрид Марією Саломякі, дочкою фермера з сусіднього села. Вони мали вісім дітей.
Він здобув міжнародну популярність за роман «Померла молодою» («Nuorena nukkunut») у 1931 році.
Астероїд 1446 Сіланпяя, відкритий відомим фінським астрономом і фізиком Юр'є Вяйсяля, був названий на його честь.
Сілланпяя є єдиним лауреатом Нобелівської премії в царині літератури від Фінляндії.

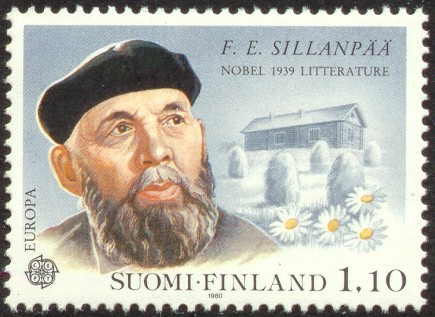
Сіланпяя на поштовій марці Фінляндії 1980 року

## Основні роботи
- Життя й сонце (Elämä ja aurinko), (1916)
- Ihmislapsia elämän saatossa, (1917)
- Праведна бідність (Hurskas kurjuus), (1919)
- Моя улюблена батьківщина (Rakas isänmaani), (1919)
- Хильту й Рагнар (Hiltu ja Ragnar), (1923)
- Enkelten suojatit, (1923)
- Omistani ja omilleni, (1924)
- Maan tasalta, (1924)
- Töllinmäki, (1925)
- Rippi, (1928)
- Kiitos hetkistä, Herra…, (1930)
- Покійна замолоду (Nuorena nukkunut), (1931)
- Шлях чоловіка (Miehen tie), (1932)
- Virranpohjalta, (1933)
- Люди в літній ночі (Ihmiset suviyössä), (1934)
- П'ятнадцятий (Viidestoista), (1936)
- Серпень (Elokuu), (1941)
- Ihmiselon ihanuus ja kurjuus (1945)